# Mauro Bernardi
Pour les articles homonymes, voir Bernardi.
 (novembre 2014).
Mauro Bernardi, né à Selva di Val Gardena le 11 août 1957, est un skieur alpin italien.

## Coupe du monde
- Meilleur résultat au classement général : 10e en 1978 : 51e en 1979 : 43e en 1980.
- Meilleurs résultats en slalom : 
  - 2e Zwiesel 1978
  - 3e Wengen 1978